# Дзао

38°5′53″ пн. ш. 140°39′32″ сх. д. / 38.09806° пн. ш. 140.65889° сх. д.
Дзао́ (яп. 蔵王町, ざおうまち, МФА: [d͡zaoː mat͡ɕi̥]) — містечко в Японії, в повіті Катта префектури Міяґі. Станом на 1 жовтня 2008 площа містечка становила 152,85 км². Станом на 1 січня 2009 населення містечка становило 13 044 осіб.

## Географічне положення
Селище розташоване на острові Хонсю в префектурі Міягі регіону Тохоку. З ним межують міста Сіроісі, Камінояма і селища Сітікасюку, Огавара, Мурата, Кавасакі.